# Literatura szwajcarska
Literatura szwajcarska – twórczość literacka Szwajcarii. Charakteryzuje się utworami pisanymi w czterech językach: niemieckim, francuskim, włoskim i retoromańskim. Ze względu na swoją specyfikę jest również ściśle związana z literaturą niemieckojęzyczną.
Różnorodność językowa kraju sprawia, że literaturoznawcy z dystansem podchodzą do jednoznacznego definiowania literatury szwajcarskiej jako literatury narodowej. Badacze opowiadają się za poglądem włączającym twórczość krajową do szerszych pojęć literatur tworzonych w danych językach.
Postrzeganie literatury jako twórczości narodowej jest jednak w Szwajcarii coraz bardziej powszechne. Takie podejście wspiera funkcjonujące aktualnie stowarzyszenie Autorinnen und Autoren der Schweiz (A*dS), które zrzesza pisarzy z całego kraju. Celem A*dS jest m.in. rozpowszechnianie literatury szwajcarskiej, prawne i finansowe wspieranie twórców oraz tłumaczy, jak również prowadzenie badań literackich.

## Literatura szwajcarska według języków

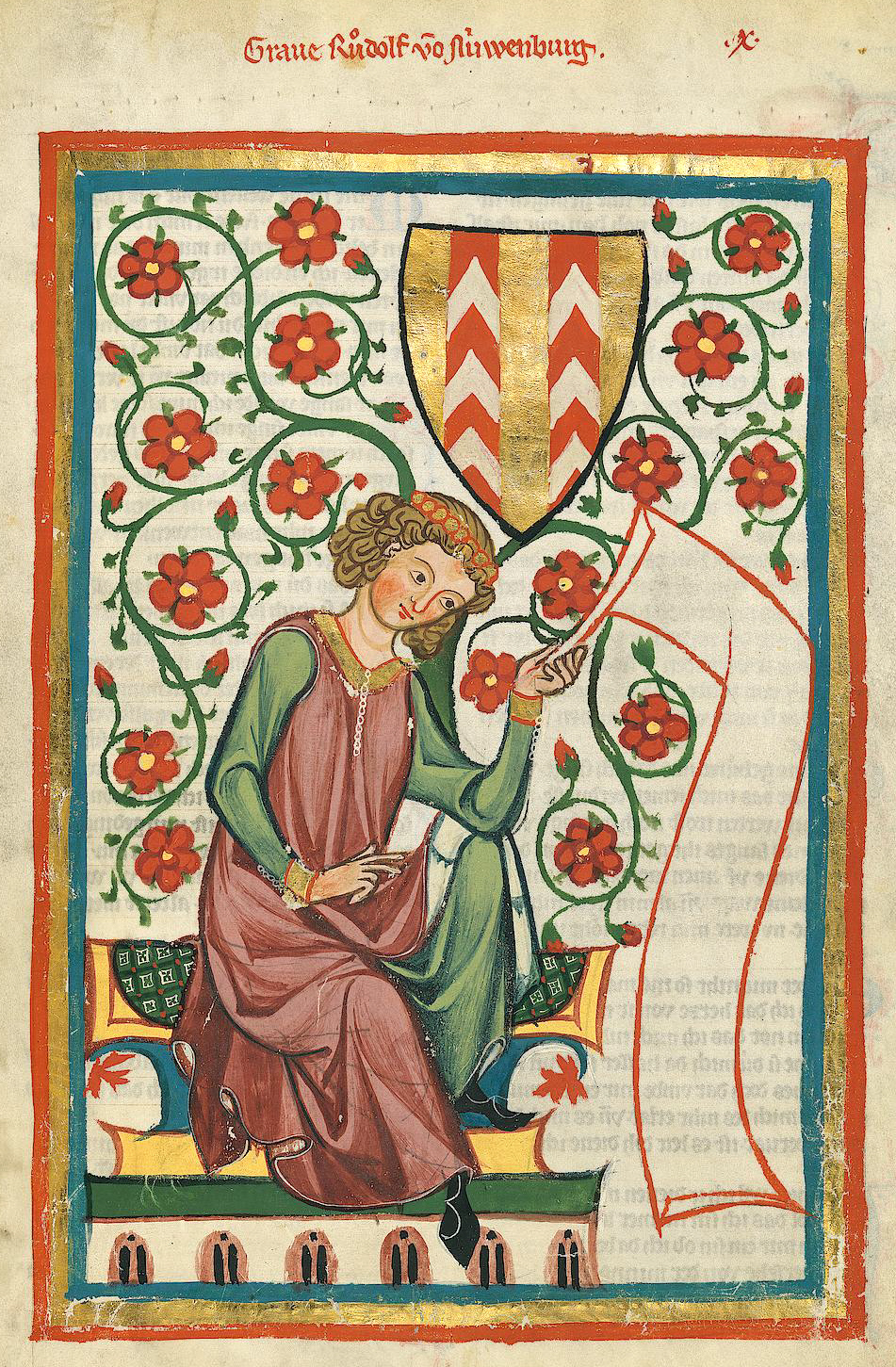
Ilustracja ze średniowiecznego Kodeksu Manesse, prezentująca postać Rudolfa von Neuenburga

### Niemieckojęzyczna literatura Szwajcarii
Pierwsze znane przejawy literatury niemieckojęzycznej w Szwajcarii sięgają około X-XI w. i są związane z opactwem w Sankt Gallen. Istotną rolę odgrywała w tym czasie liryka rycerska oraz pieśni minnesingerów – najbardziej znanym szwajcarskim twórcą tego rodzaju poezji jest Rudolf von Neuenburg. Dopiero w XIV-XVI w. powszechniejsze stają się gatunki literackie, związane z życiem dworskim i miejskim, podejmujące tematykę polityczną, historyczną czy satyryczną. Wówczas zaczyna pojawiać się też literatura podróżnicza.
W XVI w. powstaje w Bazylei ważny ośrodek myśli humanistycznej, związany z przebywającym tam Erazmem z Rotterdamu. W tym czasie również miał początek ruch w literaturze, wywodzący się z włoskiego odrodzenia. Szczególnie rozwijały się takie formy literackie jak liryka, poezja ludowa oraz twórczość dramatyczna. W XVII-XVIII wieku szwajcarskie miasto Zurych staje się ważnym ośrodkiem wydawniczym. Sprzyja to propagowaniu idei oświeceniowych, a literatura nabiera charakteru dydaktycznego.
Podejście oświeceniowe z tego okresu prezentuje szwajcarska powieść Lienhard i Gertrud Johanna H. Pestalozziego, opisująca życie niższych warstw społecznych. Autor wyraża w niej pogląd, że mecenat arystokracji oraz odpowiednia edukacja mogą sprawić, że ludzie biedni, będą w stanie samodzielnie wyjść z nędzy, pełniej uczestniczyć w kulturze oraz skuteczniej walczyć o swoje prawa. Poglądy Pestalozziego były inspirowane twórczością Jeana-Jacques’a Rousseau, francuskojęzycznego twórcy i filozofa ze Szwajcarii.
Wiek XIX przynosi rozwój literatury w stylu Biedermeier, skupiającej się na lokalnych problemach. Coraz częściej zaczyna się w literaturze podejmować temat społeczeństwa jako takiego. Wpływa to na wykształcenie się poglądu o osobnej literaturze szwajcarskiej i na przełomie XIX/XX w. coraz powszechniej używa się pojęcia literatury narodowej w kontekście niemieckojęzycznych dzieł pisarzy ze Szwajcarii. W tym okresie nabiera również znaczenia nurt ekspresjonizmu i dadaizmu.

Parokrotnie wyraziłem pogląd, że każdy naród, a nawet każdy pojedynczy człowiek, zamiast usypiać swoją czujność zakłamanymi politycznymi „kwestiami winy”, musi zbadać, w jakim stopniu, skutkiem błędów, zaniedbań i złych przyzwyczajeń, sam ponosi odpowiedzialność za wojnę i za wszelką inną nędzę świata, i że jest to – być może – jedyna droga zapobieżenia następnej wojnie. Tego mi nie wybaczą, gdyż oczywiście oni sami są absolutnie niewinni: cesarz, generałowie, wielcy przemysłowcy, politycy, prasa…nie mają sobie absolutnie nic do zarzucenia, nie poczuwają się do żadnej winy. Można by sądzić, że na świecie wszystko układa się wspaniale, tylko że w ziemi leżą dziesiątki pozabijanych ludzi.

{{Cytat}} Linki zewnętrzne: "źródło".
Przykładem nieoczywistej granicy między literaturą szwajcarską a niemieckojęzyczną jest postać Hermana Hessego, niemieckiego pisarza, autora Wilka stepowego. Krytyczna i pacyfistyczna postawa artysty sprawiła, że ówczesna władza w Niemczech ogłosiła go zdrajcą, w związku z czym Hesse wyemigrował w 1919 roku do Szwajcarii, a w 1924 zyskał obywatelstwo tego kraju. W tym czasie powstają jego najbardziej znane i znaczące dzieła.
Współczesna literatura niemieckojęzyczna w Szwajcarii powstaje w języku ogólnym oraz w odmianach dialektalnych, tzw. Schweizerdeutsch. Duże uznanie zyskała również dramatyczna twórczość Friedricha Dürrenmatta oraz Maxa Frischa, najbardziej rozpoznawalnych pisarzy współczesnych Szwajcarii.
Twórcy:
- Jeremias Gotthelf,
- Conrad Ferdinand Meyer,
- Robert Walser – zaliczany do najwybitniejszych autorów literatury niemieckojęzycznej, choć za życia pozostawał mało znany jako pisarz,
- Carl Spitteler – laureat Nagrody Nobla w literaturze,
- Max Frisch,
- Friedrich Dürrenmatt – w testamencie zawarł zapis, że przekaże swój dorobek Szwajcarii w zamian za utworzenie Archiwum Literatury Szwajcarskiej, które powstało ostatecznie w 1991 z inicjatywy Biblioteki Narodowej Szwajcarii.

Pisarze, którzy przyjęli szwajcarskie obywatelstwo:
- Hermann Hesse – jako Szwajcar od 1923 r., Nagroda Nobla w literaturze w 1946 r.,
- Tomasz Mann – Czarodziejska góra, najbardziej znane dzieło tego pisarza zostało poświęcone szwajcarskiemu uzdrowisku Davos, po wojennej emigracji w USA, Mann pozostaje w Szwajcarii aż do śmierci.

### Francuskojęzyczna literatura Szwajcarii
Początki literatury szwajcarskiej, tworzonej w języku francuskim, sięgają XVI w. Związane jest to z włączeniem zachodnich Kantonów do kraju i helwtyzacją tych ziem. Ważnymi ośrodkami intelektualnymi były wówczas Lozanna i Genewa, które sprzyjały rozwojowi poezji. Literatura ta silnie związana była z literaturą francuską. Tematyką podejmowaną w utworach były sprawy związane z reformacją oraz próby wyrażenia odrębnej tożsamości szwajcarskiej w przeciwieństwie do tożsamości francuskiej (prostota Szwajcarii kontra frywolność Paryża).

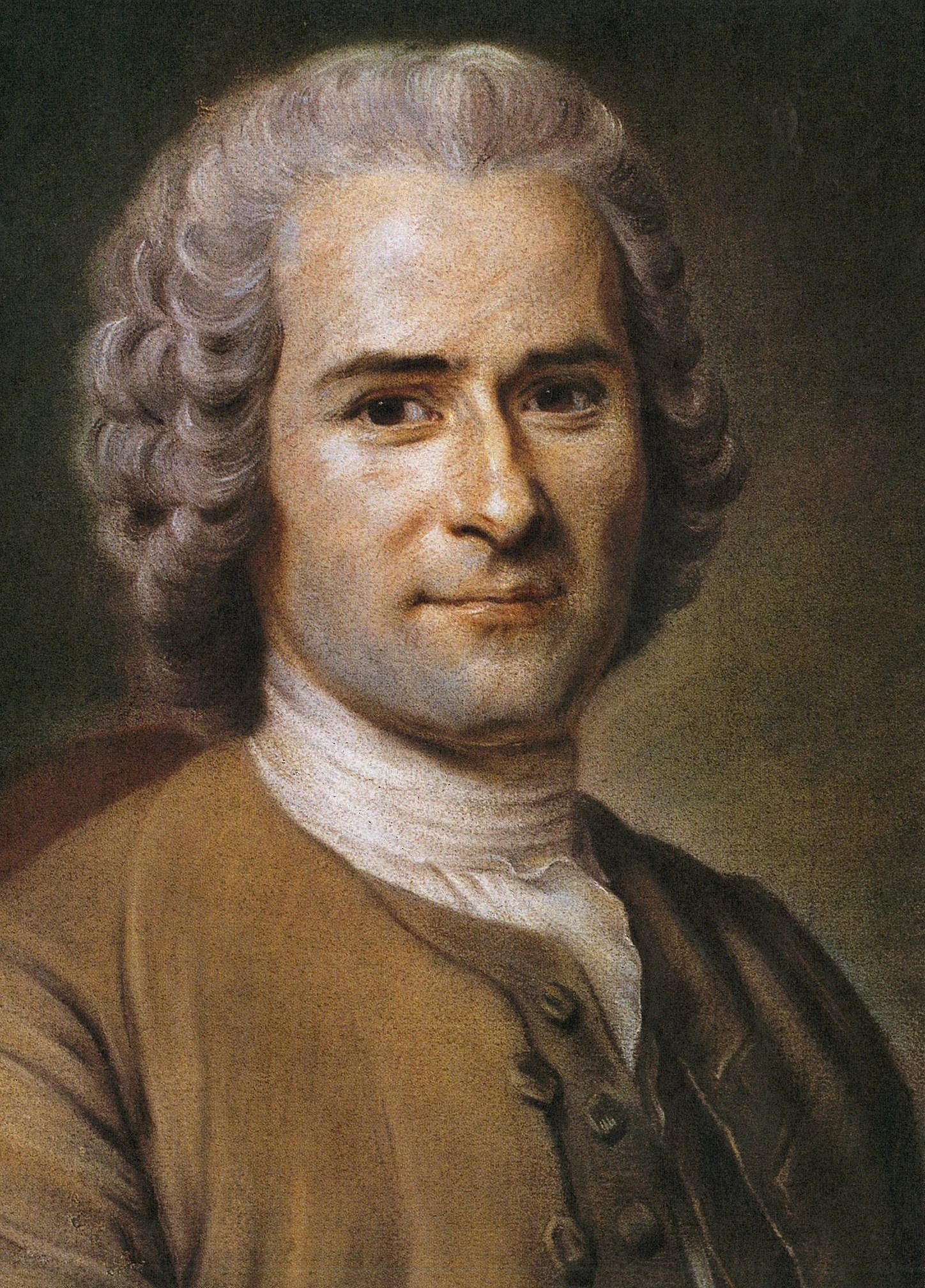
Jean-Jacques Rousseau (1712–1778)

Okres XVII-XVIII w. związany jest w literaturze z ruchem oświeceniowym. Utworem, który wywarł wpływ na całą ówczesną Europę, jest „Nowa Heloiza” Jeana-Jacques’a Rousseau. W przeciągu 40 lat od wydania miała 72 wydania francuskie. Powieść epistolarna, której wydarzenia mają miejsce w alpejskim miasteczku, składa się z listów młodej Julii i jej nauczyciela Saint-Preux’a, opisujących swoje emocjonalne przeżycia, związane z nieszczęśliwą miłością. Rodzina dziewczyny zakazuje jej tego uczucia i pod ich presją poślubia innego mężczyznę, skromnego i szanowanego. Po jakimś czasie Saint-Preux wraca i staje się gościem Julii, gdzie spostrzega metamorfozę dziewczyny z namiętnej osoby w przykładną matkę i panią domu. Tytuł powieści nawiązuje do legendy o nawróceniu Heloizy, czym Rousseau chciał ukazać opresyjny charakter społeczeństwa. Autor przez opis szwajcarskiego krajobrazu w listach kochanków chciał wyrazić prymat uczuć nad rozumem – stając się tym samym twórcą utworu w gatunku powieści sentymentalnej.
Na początku XIX w. istotną rolę na polu literatury odgrywała Grupa z Coppet (Groupe de Coppet), utworzona z inicjatywy Germaine de Staël, przebywającej wówczas w swoim zamku. Urządzane tam spotkania pełniły funkcję forum myśli liberalnej i romantycznej. Przełom XIX/XX wieku przynosi też dyskusję nad charakterem literatury francuskojęzycznej w Szwajcarii – znane są zarówno głosy opowiadające się za jej odrębnością i wyjątkowością, związaną z przecinaniem się różnych wpływów literatury niemieckiej i francuskiej, jak i przynależnością do literatury francuskiej.
Twórcy:
- Jean-Jacques Rousseau – urodzony w Genewie, jest bardziej twórcą wędrownym, po wpisaniu jego książek na indeks ksiąg zakazanych oraz licznych prześladowaniach musiał uciekać z Francji i Szwajcarii do Anglii, skąd jednak wrócił, aż do końca życia przebywając w ukryciu;
- Agota Kristof – uchodźczyni polityczna z Węgier, osiadła w Szwajcarii, gdzie nauczyła się języka francuskiego, w którym tworzy. Obecnie mieszka w Neuchâtel, w 2008 roku otrzymała Austriacką Nagrodę Państwową dla Literatury Europejskiej(inne języki).
- Joël Dicker – autor sensacyjnej literatury popularnej.

### Włoskojęzyczna literatura Szwajcarii

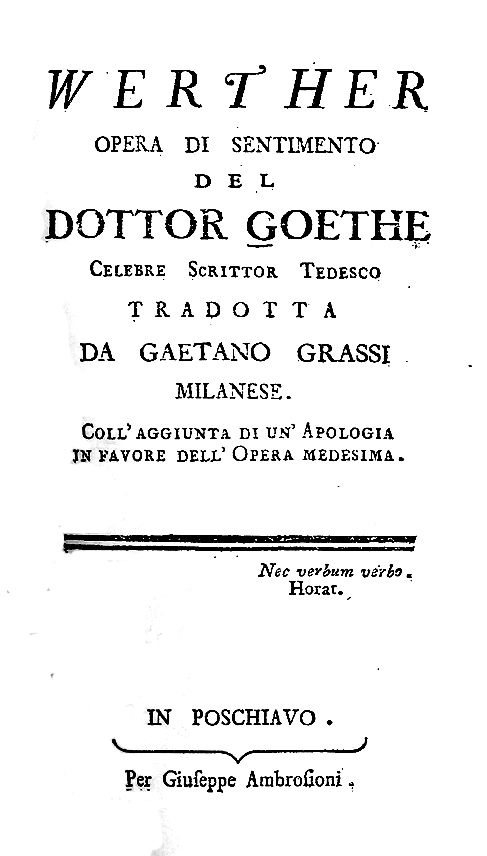
Pierwsze wydanie Cierpień młodego Wertera w języku włoskim (Poschiavo, 1781 rok)

Autorzy szwajcarscy, tworzący w języku włoskim, często bywają bardziej znani zagranicą, niż w Szwajcarii. Ma to związek z tym, że region kraju, w którym ludność posługuje się tym językiem, jest niewielki. Literatura ta nie powstaje też w czystym języku włoskim, ale naznaczona jest helwetyzmami.
Początki włoskojęzycznej literatury szwajcarskiej sięgają XVI w., jednak dopiero od XVIII w. powstaje więcej znaczących dzieł. Z twórczości oryginalnej znane są główne wiersze religijne i pasterskie. Wtedy również zaczynają powstawać liczne tłumaczenia klasyków łacińskich, co znacznie wpływa na rozpowszechnienie się idei oświeceniowych. Przekłady pozostaną znaczącym elementem kultury tego kręgu językowo-literackiego do czasów współczesnych (np. pierwsze włoskie tłumaczenie Wertera Goethego wyszło właśnie ze szwajcarskiej Drukarni Ambrosioni (Druckerei Ambrosioni) w Poschiavo).
W XIX wieku literatura ta inspiruje się kulturą Lombardii i obecnym tam nurtem realizmu. Także w związku z administracyjnymi zmianami w kraju i mniejszościowym charakterem włoskojęzycznego regionu Ticino oraz fragmentu Gryzonii, często podejmuje się w literaturze tematy polityczne i społeczne. Od 1944 roku w Lugano funkcjonuje Associazione Svizzera degli Scrittori di lingua Italiana (Stowarzyszenie Pisarzy Włoskiej Szwajcarii), które stawia sobie za cel promowanie kultury włoskiej w literaturze.
Twórcy:
- Francesco Chiesa – poeta i prozaik, wywarł znaczny wpływ na kulturę Ticino,
- Giorgio Orelli(inne języki) – wyróżniony Najwyższą Nagrodą Schillera, najbardziej znaczącą nagrodą literacką w Szwajcarii.

### Retoromańskojęzyczna literatura Szwajcarii
Literatura w języku retoromańskim tworzona jest w odmianach dialektalnych. Retoromański – Rumantsch Grischun – jako język dopiero w latach '80. XX w. zyskuje oficjalną, standardową formę, ustaloną na podstawie wstępujących dialektów, co wpływa na rozwój literatury w tym języku.
Pierwsze utwory znane są od XVI w., co związane jest z ruchem reformatorskim i dostosowaniem obrządku religijnego do języków lokalnych – zaczęły więc pojawiać się tłumaczenia Biblii, pieśni religijnych oraz katechizmów.
Dopiero w XIX wieku literatura retoromańska zaczęła być bardziej powszechna. W tym czasie również po raz pierwszy przetłumaczono podręcznik szkolny na ten język, co przyczyniło się do popularyzacji znajomości i twórczości w tym języku. Przełom XIX/XX w. przyniósł emancypację polityczną i tożsamościową regionu, w tym czasie powstają instytucje wspierające odrębność kulturową i językową regionu (Societad Retorumantscha, Lia Rumantscha). Literatura tego czasu pojawiała się głównie w czasopismach i podejmowała tematykę chłopską lub dotyczącą lokalnej tradycji.
Po 1950 roku literatura w języku retoromańskim zaczyna być dostrzegana również w kraju. Twórcy zaczynają również wydawać książki. Często posługiwano się bajką czy przypowieścią dla opisu aktualnej sytuacji. Podobnie tematyka utworów zaczęła opisywać problemy bardziej ogólne niż sprawy lokalne.
Twórcy:
- Silvio Camenisch(inne języki)
- Arno Camenisch(inne języki)

## Zjawiska i motywy w literaturze szwajcarskiej

### Postaci literackie

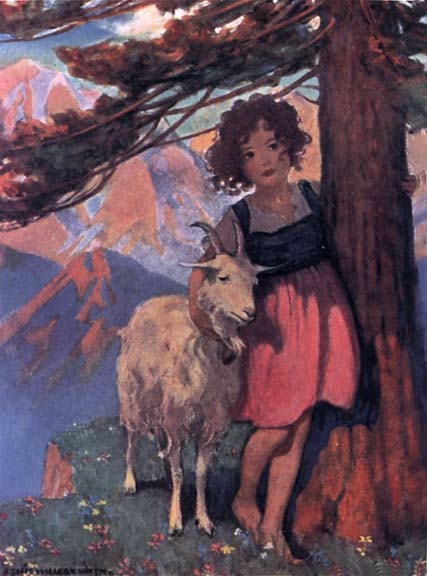
Heidi z kozą. Ilustracja do wydania angielskiego powieści Johanny Spyri z 1922 r.

W szwajcarskiej literaturze niemieckojęzycznej najbardziej znaną postacią z literatury klasycznej jest Wilhelm Tell. Od XV w. powstają liczne pieśni ludowe, ukazujące tę postać, jednak najbardziej znany jest dramat Friedricha von Schillera Wilhelm Tell. Legendarna postać Tella symbolizuje wolność Szwajcarii, walczącej o niepodległość spod władzy Habsburgów. Współcześnie z mitem związany jest organizowany w szwajcarskiej miejscowości Interlaken festiwal teatralny Tella.
Powszechnie znaną postacią, wywodząca się z dziecięcej szwajcarskiej literatury, jest Heidi. Autorką poczytnych powieści opisujących losy tej dziewczynki jest Johanna Spyri. Akcja powieści rozgrywa się w alpejskim krajobrazie Szwajcarii. Książka opowiada o małej osieroconej dziewczynce, która zostaje oddana pod opiekę swojego ponurego dziadka. Heidi dzięki pozytywnej energii, którą ma w sobie, szybko staje się bardzo lubiana i wpływa na postawę swojego opiekuna. Historia była wielokrotnie ekranizowana w formie filmów i seriali.

### Nurty i grupy literackie
- Dadaizm (też nurt dada) – awangardowy ruch artystyczny powstały około 1916 roku w Cabaret Voltaire w Zurychu, założonym przez Hugo Balla, pisarza i biografa. Etymologia nazwy nie jest jednoznaczna, jedne źródła wskazują, że wywodzi się ona od nic nie znaczących słów „da da” używanych przez rumuńskich członków ruchu, Tristana Tzara i Marcela Janca[9], a inne wspominają o francuskim zwrocie dada oznaczającym zabawkę[10] lub przypadkowym wyborze hasła ze słownika Larousse’a, oznaczającego ‘konia, konia na biegunach’[11]. Obecnie otwarty na nowo Cabaret funkcjonuje w Zurychu na Spiegelstrasse 1[12]. Kierunek w literaturze charakteryzował się tematyką pacyfistyczną, antyburżuazyjną i anarchiczną. Nie podejmowano jednak dyskusji politycznych, skupiano się raczej na samej sferze kultury i sztuki. Ze względu na swój buntowniczy i prowokacyjny charakter, twórcy tego stylu często bywali uwikłani w kulturalne skandale. Dadaizm nie był jednak zjawiskiem wyłącznie szwajcarskim, znalazł też swój oddźwięk w środowisku międzynarodowym.

- Szkoła genewska (też: nowa krytyka) – powstała w latach 30. XX w. i związana była z grupą historyków i teoretyków literatury, zajmująca się metodologią badań literackich oraz historią literatury. Twórcą szkoły był Marcel Raymond. W podejściu do literatury spokrewniona z francuską nouvelle critique (nową krytyką)[13]. Jednym z bardziej znanych przedstawicieli tej szkoły jest krytyk literacki Jean Starobinski.

- Grupa 47 – zgrupowanie pisarzy z NRD, Austrii i Szwajcarii, funkcjonujące od 1947 roku. Choć nie posiadali sformułowanego manifestu, wspólną cechą twórczości autorów wchodzących w skład Grupy 47 jest podejmowanie problemu tolerancji, humanizmu, praw człowieka i demokracji. Zgrupowanie ma również swoje źródło w sprzeciwie nazistowskiej historii i odnowie Niemiec. Forum grupy było pismo Der Ruf. Grupa działała do końcówki lat 60. XX wieku. Szwajcarscy pisarze, wchodzący w skład Grupy 47 to m.in.: Peter Bichsel, Friedrich Dürrenmatt, Max Frisch.

- Gruppe Olten(inne języki) – istniejące od 1971 do 2002 r. stowarzyszenie autorów szwajcarskich. Nazwa wywodzi się od miasta Olten, w którym grupa została założona. Powstanie stowarzyszenia wiązało się z nieprzychylnym stosunkiem władz Szwajcarskiego Stowarzyszenia Pisarzy (SSV) do twórców o lewicowych poglądach, oskarżając ich o szpiegostwo i zdradę. W 2002 roku Grupa Olten i SSV zostały rozwiązane i w tym samym czasie powstało stowarzyszenie Autorinnen und Autoren der Schweiz (A*dS).